# K-131 (軍用車両)
K-131 1/4tトラック（K-131 1/4톤 트럭）は大韓民国の起亜自動車が開発・製造した小型軍用車両である。K131やKM131、KM420の名称が使用される場合もある。

## 概要

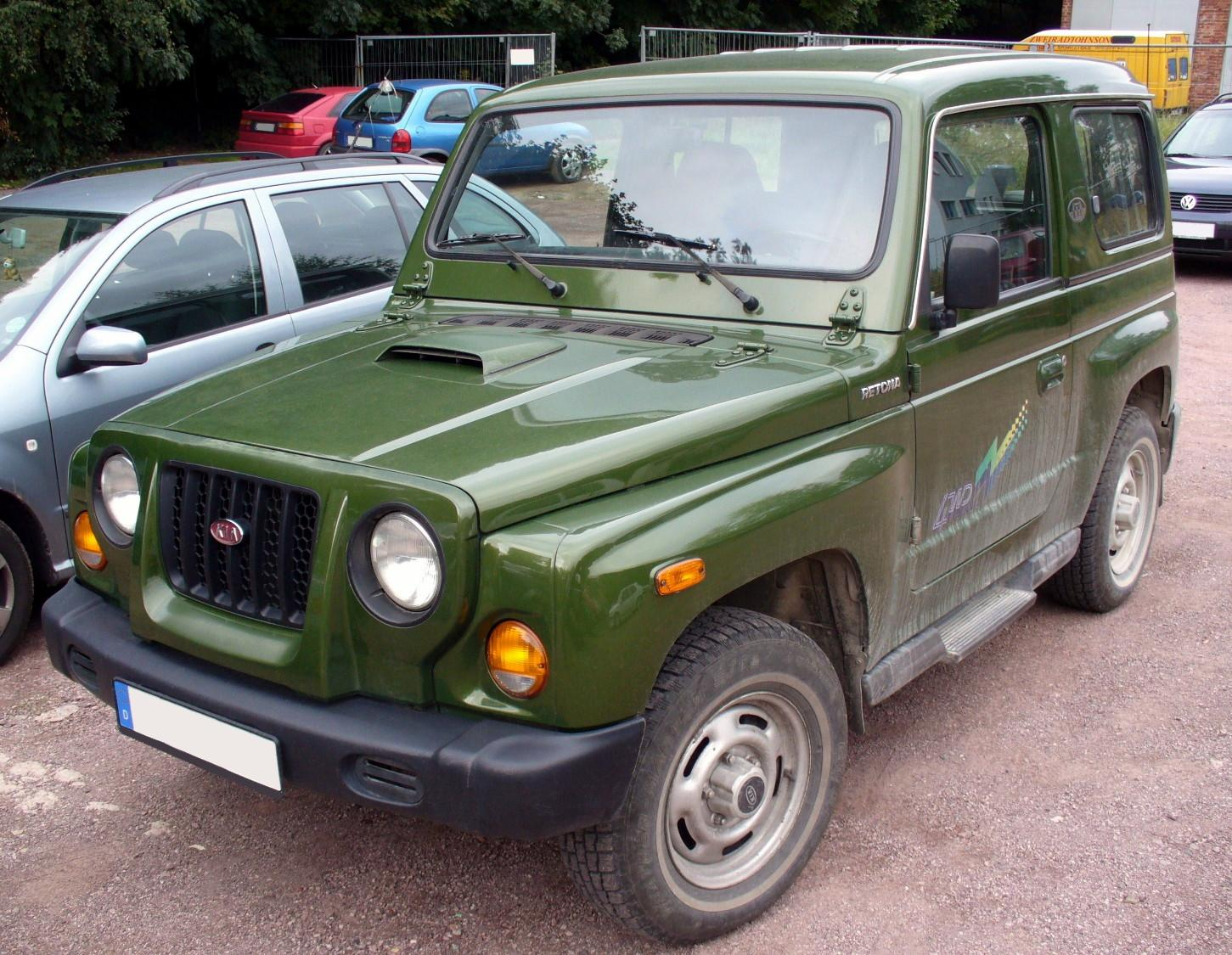
民生用のキア・レトナ

大韓民国国軍では1970年代後半以降、亜細亜自動車がM606（ウィリス製ジープ）を参考に開発したK-111を全軍で運用しており、K-131はこの後継として民間向けSUVの起亜・スポーテージを基に開発された。1998年からはK-131の民間向け仕様であるレトナも製造されている。
K-131の開発母体はK-111と同じく亜細亜自動車であるが、1976年以降の同社は起亜自動車の子会社となっていたため、実際の製造は1997年から2008年までは起亜自動車光州工場が、2008年から2012年の製造終了までは起亜自動車河南工場が担当した。
なお、2016年には後継となるK-151（所謂、韓国版ハンヴィー）が軍に採用されているが、K-131は2012年から導入されたコランドスポーツ及びレクストンと共に依然として主力車両の座に留まっている。

## バリエーション
KM420（K-131）
基本形。1997年から配備開始。
K-132
防弾仕様。2004年から配備開始。
KM421（K-133）
対NBC用偵察車。1999年から配備開始。
KM422
TOW対戦車ミサイル搭載車両
KM423
TOW対戦車ミサイルの弾薬運搬車両
KM424
106mm無反動砲搭載車
KM426
K4グレネードランチャー搭載車両

## 運用国
- 韓国
- インドネシア - インドネシア国軍がディーゼルエンジン仕様を採用。[1][3]
- カンボジア - カンボジア王国軍が採用。[4]
- チャド - チャド軍の一線級部隊で運用中。[5]
- チリ - チリ海兵隊が採用。[6]
- バングラデシュ - バングラデシュ軍が採用。
- ペルー - ペルー海兵隊が採用。[7]

その他にもウクライナ軍がUAZ-469の後継として採用を検討している。